# Siproeta epaphus

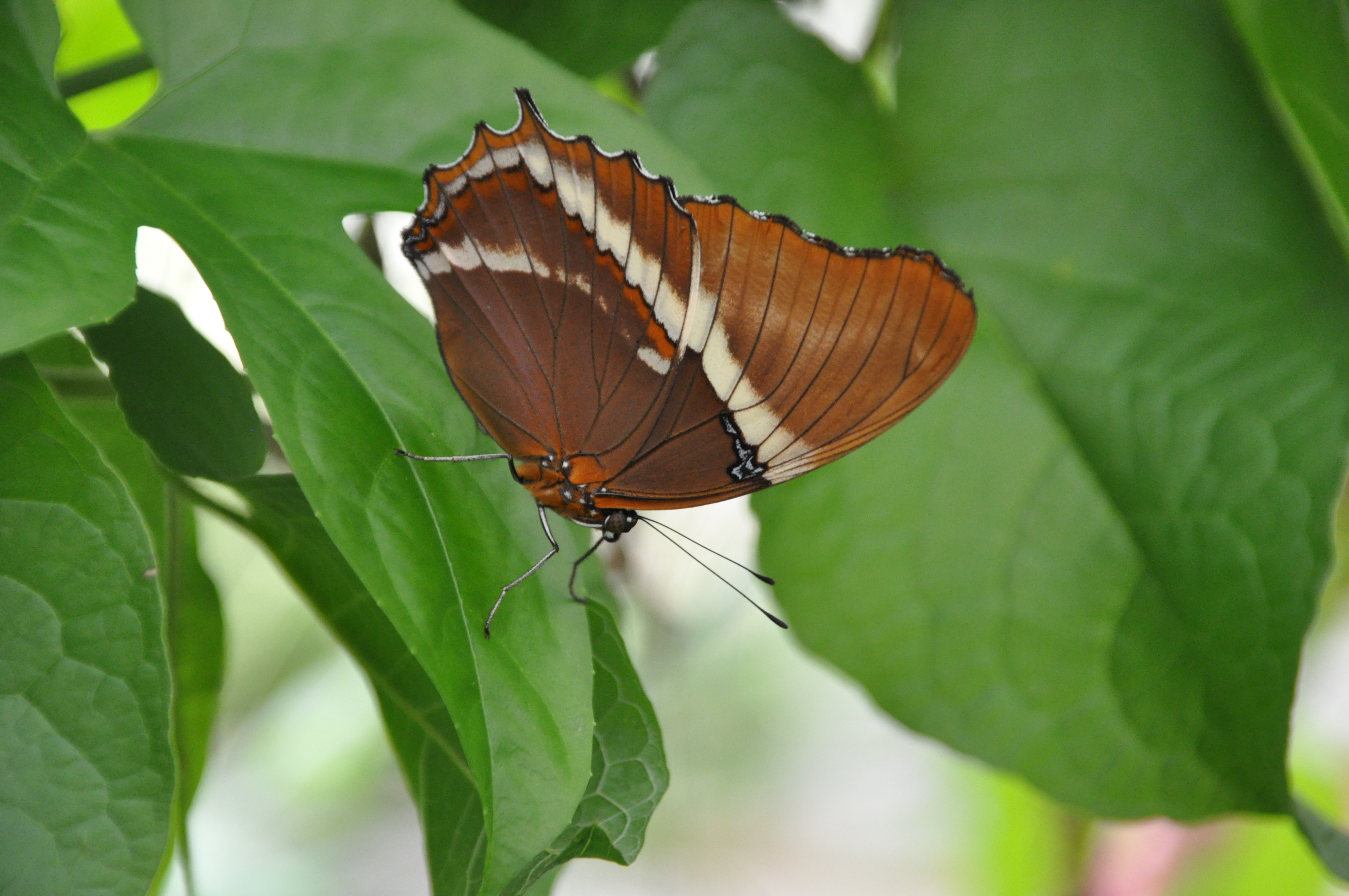
Siproeta epaphus

Siproeta epaphus − gatunek motyli z rodziny rusałkowatych i podrodziny Nymphalinae.

## Taksonomia
Gatunek opisany został w 1813 roku przez Pierre’a-André Latreille’a.

## Opis
Osiąga od 7 do 7,5 cm rozpiętości skrzydeł. Skrzydła czarnobrązowe z wierzchołkami przednich jaskrawo pomarańczowo-brązowymi i białymi przepaskami. Spód skrzydeł ubarwiony jaśniej z pomarańczowo-brązową obwódką wzdłuż przepaski. Samice nieco większe od samców.
Gąsienica ubarwiona jest kasztanowo z lśniącoczarną głową. Ciało opatrzone ma długimi, rozwidlonymi, jasnożółtymi kolcami.

## Biologia i ekologia
Zamieszkują lasy deszczowe. Gąsienice żerują na liściach roślin z rodzaju Ruellia. Owady dorosłe są aktywne za dnia, kiedy to latają tuż nad ziemią i odżywiają się nektarem kwiatów.

## Systematyka i rozprzestrzenienie
Należą tu 3 podgatunki:
- Siproeta epaphus epaphus (Latreille, 1813) − występuje od Teksasu i Nowego Meksyku w Stanach Zjednoczonych i Meksyku, aż po Peru.
- Siproeta epaphus quadoui Masters, 1967 − endemit Wenezueli.
- Siproeta epaphus trayja Hübner, 1823 − endemit Brazylii.